# 阿托克瓦查南山
9°43′52″S 76°34′12″W / 9.73111°S 76.57000°W
阿托克瓦查南山（Atuq Wachanan），是秘魯的山峰，位於該國中部瓦努科大區，由亞羅維爾卡省的阿帕里西奧波馬雷斯區負責管轄，屬於安地斯山脈的一部分，海拔高度4,438米。